# Мала гілчаста акула
Мала гілчаста акула (Centrophorus uyato) — акула з роду Ковтаюча акула родини Ковтаючі акули. Інша назва «південна ковтаюча акула».

## Опис
Досягає довжини 100—110 см. За своєю будовою схожа на інших представників свого роду. Особливістю є більш струнке тіло зі злегка горбатої спиною в районі переднього спинного плавця. Другий плавець довший. Грудні плавці видовжені. Хвостовий плавець зубчастий. Забарвлення буро-сіре, черевна сторона світліше. Вище зябер присутні темні ділянки.

## Спосіб життя
Воліє жити на глибинах від 200 до 1400 м, інколи підіймається до 50 м. Активна вночі. Живиться костистими рибами, кальмарами та дрібними донними безхребетними.
Статева зрілість у самців настає при розмірах у 81-94 см, самиць — 75-89 см. Це яйцеживородна акула. Самиця народжує 1 акуля завдовжки 40-50 см.
Переважно ловиться заради жиру, що міститься у печінці цієї акули.

## Розповсюдження
Мешкає на сході Атлантичного океану — від Іспанії до півдня Африки, а також у Мексиканській затоці та акваторії Карибського басейну. Присутня у західному Середземномор'ї. Зустрічається уздовж узбережжя Індійського океану від Мозамбіку до Бангладеш. Окремі особини запливають до берегів Індонезії та М'янми.